# Álava
Araba (baskicky) či Álava (kastilsky), je historickým územím (Territorio histórico) a jednou ze tří provincií autonomního společenství Baskicko na severu Španělska. Zaujímá jižní/jihozápadní část Baskicka a sousedí s provinciemi Bizkaia, Gipuzkoa, Navarra, La Rioja a s provincií Burgos, která má uvnitř Álavy malou exklávu.
Sídlem provincie je Vitoria-Gasteiz (235 000 obyv.), jež je současně hlavním městem baskické autonomie. Provincie je hornatá, má převážně rurální charakter a kromě Vitorie, kde žije 75 % obyvatel území, zde nejsou velká města; druhé v pořadí je Llodio s 18 000 obyvateli, třetí Amurrio s 10 000.
Oblast je v rámci Baskického společenství největší, avšak nejméně osídlená: v roce 2008 zde žilo necelých 310 000 obyvatel. Na rozdíl od zbývajících dvou baskických provincií je Álava převážně španělskojazyčná, baskičtinu užívá přibližně čtvrtina obyvatel.
Provincie leží na hlavním dopravním tahu spojujícím Madrid a severozápadní Španělsko s Francií. Rychlovlaky AVE sem zajíždějí sporadicky, v plánu je však výstavba trati z Valladolidu do Baskicka a dále na francouzskou hranici.

## Znak provincie
Ve zlatě kamenný hrad černě spárovaný a s modrými okny, na přirozené skále, z níž vyrůstá obrněná paže s mečem. Vlevo od hradu je červený lev; vedle meče modrá stuha a nápisem ve zlatě "Justicia". Modrý lem se zlatým nápisem "En aumento de la justicia contra malhechores". Klenot: vévodská koruna.
Schváleno usnesením z 20. prosince 1984 Juntas Generales de Álava.

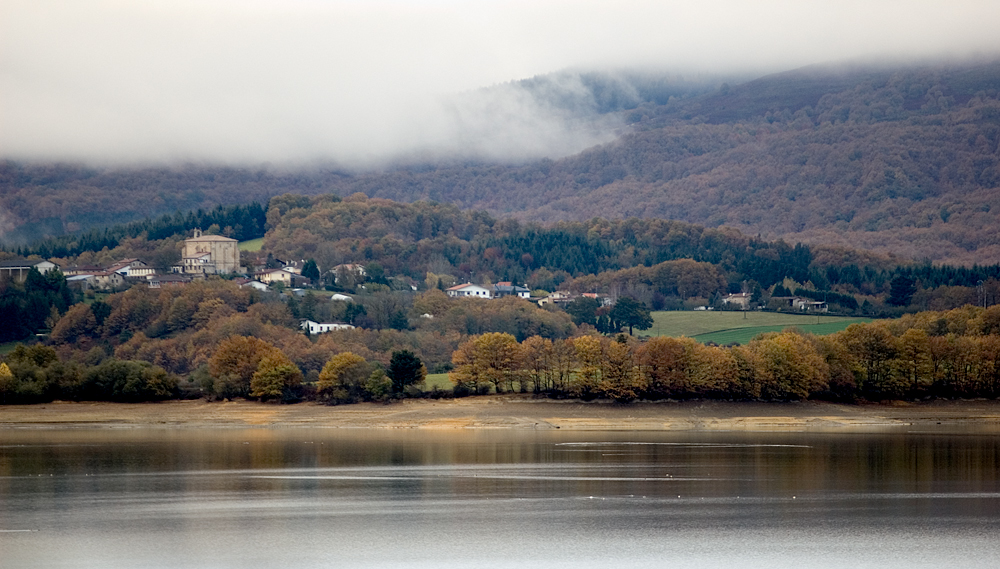
Horská krajina provincie Álava

## Správní členění
Území je rozděleno na sedm comarek, označovaných zde cuadrillas/eskualdeak:
1. Añana
2. Ayala
3. Campezo-Montaña Alavesa
4. Laguardia-Rioja Alavesa
5. Salvatierra
6. Vitoria
7. Zuya